# Cirigliano
Cirigliano község (comune) Olaszország Basilicata régiójában Matera megyében.

## Fekvése
A Gallipoli Cognato–Piccole Dolomiti Lucane regionális park területén fekszik.

## Története
Első írásos említése 1060-ból származik, amikor a tricaricói érsekség egyik birtoka volt. Neve valószínűleg a római Caerellius névből származik: Cerellio római centurio volt, aki sikereinek elismeréseként egy birtokot kapott ezen a vidéken. A település középkori várfalai és erődítménye máig fennmaradtak.

## Népessége
A népesség számának alakulása:

## Főbb látnivalói
- a város temploma a, Santa Maria Assunta (16. század)
- három vízimalom (Santa Maria Vignola, Don Carmine, Rupicelli)